# Misumenops dalmasi
Misumenops dalmasi är en spindelart som beskrevs av Lucien Berland 1927. Misumenops dalmasi ingår i släktet Misumenops och familjen krabbspindlar. Inga underarter finns listade i Catalogue of Life.